# 조경하
조경하(趙鏡夏, 일본식 이름: 靑橋鏡夏아오키 교카, 1888년 3월 28일 ~ 1941년 1월 11일)는 일제강점기의 관료로, 본적은 경성부 서대문정이다.

## 생애
1908년 1월 보성전문학교 법과를 졸업했으며 1909년 10월 사립광성학교를 졸업했다. 그 뒤 마포보통학교와 양주보통학교에서 교사로 근무했고 1911년 9월 문관보통시험에 합격했다. 1912년 6월 28일 경기도 양주군 서기로 임명된 이래 경성부 서기(1913년 11월 3일, 1915년 8월 12일 임명)와 경기도 고양군 서기(1914년 7월 10일 임명)로 근무했고 1920년 10월 9일 조선총독부 내무국 제1과 및 지방과 속(屬)으로 임명되었다.
1921년 4월 조선총독부 도 참여관과 군수 30명이 조직한 내지시찰단의 인솔자로 일본을 방문했다. 1922년 5월 30일 경상북도 봉화군수로 임명된 뒤부터 청도군수(1923년 12월 27일 임명), 성주군수(1928년 3월 15일 임명), 영천군수(1931년 12월 28일 임명), 달성군수(1933년 7월 26일 ~ 1939년 4월 26일)를 차례로 역임했고 1928년 11월 16일 일본 정부로부터 쇼와대례기념장, 1930년 6월 12일 훈6등 서보장, 1935년 6월 11일 훈5등 서보장을 받았다.
1935년 10월 1일 조선총독부로부터 시정 25주년 기념표창과 은배 1조를 받았으며 1937년 8월 2일 고등관 3등, 1940년 9월 25일 정5위에 각각 서위되었다. 1939년 4월 26일부터 1940년 9월 1일까지 충청남도 참여관 겸 산업부장, 충청남도 사무관, 충청남도지방미곡통제조합연합회 회장으로 근무했고 충청남도방공위원회 위원, 충청남도 농회장(1939년 10월), 충청남도유도연합회 부회장(1939년 12월), 충청남도임금위원회 위원(1940년 1월) 등을 역임했다.
경상북도 달성군수와 충청남도 참여관 겸 산업부장 재직 시절 군용물자 조달 및 공출, 군인 및 유가족 위문, 국방사상 보급 및 선전, 국방헌금 모집에 관한 업무를 수행했으며 1940년 4월 29일 중일 전쟁에 협력한 공로를 인정받아 일본 정부로부터 훈5등 쌍광욱일장을 받았다. 1940년 9월 2일부터 1941년 1월 11일 사망할 때까지 조선총독부 중추원 참의를 역임했다. 친일파 708인 명단의 조선총독부 사무관 부문, 도 참여관 부문, 중추원 부문, 민족문제연구소의 친일인명사전 수록자 명단의 중추원 부문, 관료 부문, 친일반민족행위진상규명위원회가 발표한 친일반민족행위 705인 명단에 포함되었다.

## 가계
- 양고조부: 조승진(趙升鎭) - 조운철(趙雲澈)의 생부
  - 양증조부: 조운철(趙雲澈) - 조준영(趙準永)의 양부
    - 양조부: 조준영(趙準永) - 조병억(趙秉億)의 양부

- 생고조부: 조계진(趙綮鎭)
- 생고조모: 영일 정씨, 정호인(鄭好仁)의 딸
  - 생증조부: 조운섭(趙雲涉)
  - 생증조모: 증 정경부인 청송 심씨, 심황(沈鎤)의 딸
    - 생조부: 조석영(趙奭永)
    - 생조모: 온양 정씨, 정흥교(鄭興敎)의 딸
      - 아버지: 조병억(趙秉億)
      - 어머니: 경주 이씨, 이용우(李龍雨)의 딸
        - 아우: 조강하(趙鋼夏)
        - 아우: 조명하(趙銘夏) - 백부 조병건(趙秉健)의 양자가 됨
        - 누이: 조진하(趙鎭夏) - 전주 이씨 이진석(李鎭石)에게 시집감

- 부인: 박아자(朴雅子), 반남 박씨 박이양(朴彛陽)의 딸
  - 장남: 조동기(趙東紀)
  - 차남: 조동예(趙東藝)
  - 삼남: 조동재(趙東宰)
  - 사남: 조동표(趙東彪)
  - 오남: 조동세(趙東歲)
  - 장녀: 조임희(趙壬姬)
  - 차녀: 조묘희(趙卯姬)
  - 삼녀: 조계희(趙癸姬)
  - 사녀: 조구희(趙九姬)

## 참고 문헌
- 친일반민족행위진상규명위원회 (2009). 〈조경하〉. 《친일반민족행위진상규명 보고서 Ⅳ-16》. 서울. 607~619쪽.